# Mr. Murder – Er wird dich finden …
Mr. Murder – Er wird dich finden … (Originaltitel: Mr. Murder) ist ein US-amerikanisch-deutscher Science-Fiction-Thriller aus dem Jahr 1998. Regie führte Dick Lowry, das Drehbuch schrieb Stephen Tolkin anhand des Romans Mr. Murder von Dean Koontz aus dem Jahr 1993. Die deutsche Erstaufführung fiel auf den 28. Februar 1999.

## Handlung
Der Wissenschaftler Drew Oslett senior klont den Schriftsteller Marty Stillwater, wodurch der Auftragsmörder Alfie entsteht, der in wenigen Jahren zu einer erwachsenen Person heranwächst. Zwischen Alfie und Stillwater besteht eine telepathische Verbindung. Alfie ist vom Haus des Autors fasziniert und bricht darin ein. Er findet Fotos von Stillwater, der eine Frau und Kinder hat. Alfie beschließt, die Stelle des Autors einzunehmen.
Beim erneuten Einbruchsversuch wird Alfie von Stillwater verletzt. Die Familie flieht vor Alfie, den der Sohn des Wissenschaftlers und ein anderer Mann töten. Die Stillwaters werden mit neuen Identitäten ausgestattet. 

## Kritiken
Mike DeWolfe schrieb im Apollo Movie Guide, die Konsistenz und die Logik seien in diesem Film ein Minenfeld. Die Erfindungsgabe der Handlung übertreffe jedoch deren Dummheit; das gute Drehbuch kreiere eine Geschichte, die funktioniere. Dadurch, dass der „hölzern“ agierende Stephen Baldwin zwei Rollen erhalten habe, würde die Chance erhöht, dass er eine davon richtig spiele – seine Darstellung des wie ein Automat agierenden Klons sei „okay“. Der Film sei unterhaltsam und sehenswert.
TV Spielfilm fand den Film „seelenlos“, es gäbe „zu viele Ungereimtheiten“. Obwohl in Mystery-Filmen die Gesetze der Logik außer Kraft gesetzt sind, ist „die Vorlage von Erfolgsautor Dean Koontz ("Watchers", "Des Teufels Saat") allemal glaubwürdiger und packender“.
Filmdienst schrieb, der Film sei ein „fürs Fernsehen produzierter Fantasy-Thriller, der ein hochaktuelles Thema für einschlägige Spannungseffekte zu nutzen“ versuche.
Die Zeitschrift TV direkt 15/2008 schrieb, der Film sei „mörderischer Unfug“.

## Auszeichnungen
Brittney Lee Harvey gewann im Jahr 2000 den Young Artist Award.

## Hintergründe
Der Film wurde in Los Angeles gedreht.